# Silvio Rudman
Silvio Gabriel Rudman (Buenos Aires, 3 maggio 1969) è un allenatore di calcio ed ex calciatore argentino, di ruolo centrocampista, tecnico della formazione Under-20 del Boca Juniors.

## Carriera

### Giocatore
Dal 1987 al 1998 gioca per Argentinos Jrs, Independiente, All Nippon Airways, Veracruz, Boca Juniors, Toros Neza, Padova, Columbus Crew e Elche.
Dal 1999 al 2004 ha giocato per varie squadre del centro e sud America.

### Allenatore
Ha allenato nel 2011 la formazione messicana del Lobos BUAP.

## Palmarès

### Giocatore

#### Competizioni internazionali
- Copa de Oro: 1

Boca Juniors: 1993

### Allenatore

#### Competizioni giovanili
- Coppa Intercontinentale Under-20: 1

Boca Juniors: 2023